# Maître de Barthélemy l'Anglais
Le Maître de Barthélemy l'Anglais désigne par convention un enlumineur actif dans l'ouest de la France entre 1430 et 1450. Il doit son nom à un manuscrit du Livre des propriétés des choses de Barthélemy l'Anglais. Des manuscrits mais aussi des cartons de vitraux, de tapisserie et une fresque lui sont attribués.

## Éléments biographiques

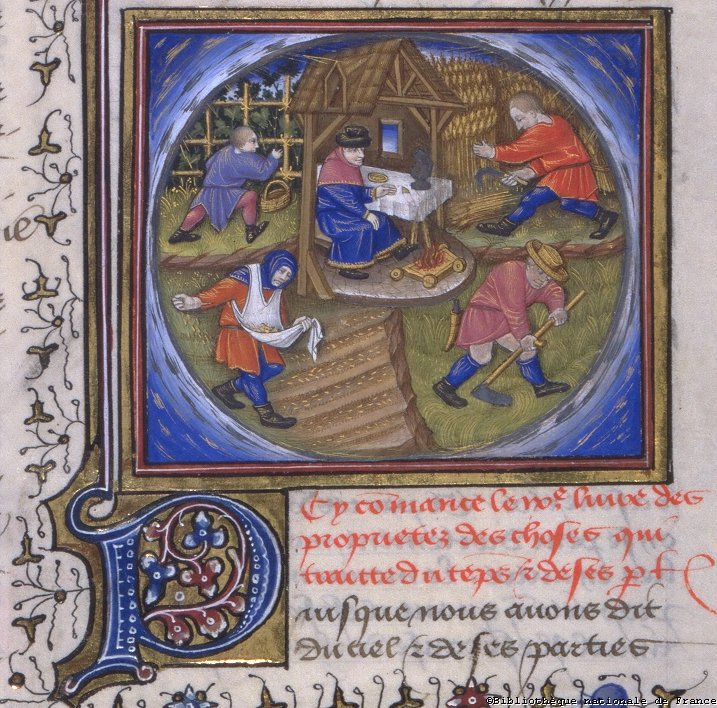
Les travaux des mois, Livre des propriétés des choses BNF Fr135 f327r.

Le corpus du maître a été constitué pour la première fois en 1976 par l'historien de l'art allemand Eberhard König. Il croyait y voir l'auteur des ajouts au calendrier des Très Riches Heures du duc de Berry et le désigne alors sous le nom de « peintre du mois d'octobre » et le pense actif à Angers. Cette attribution a depuis été remise en cause et redonnée à Barthélemy d'Eyck. Dès 1982, l'historien de l'art américain John Plummer le voit plutôt actif au Mans d'après un livre d'heures d'une collection privée new-yorkaise dont il est le peintre. Il propose de le renommer d'après son œuvre principale, un manuscrit du Livre des propriétés des choses de Barthélemy l'Anglais conservé à la Bibliothèque nationale de France (Fr.135-136). L'historienne de l'art française Nicole Reynaud a proposé de lui attribuer des œuvres réalisées pour des commanditaires de la maison d'Anjou tels que Yolande d'Aragon ou René d'Anjou sur d'autres supports comme des cartons de vitraux et même une fresque en Sicile. 
Depuis, Eberhard König a proposé d'identifier le maître anonyme à Pierre du Billant, qui est désigné dans les archives de cette période comme un peintre et brodeur au service de René d'Anjou et beau-père de Barthélemy d'Eyck. Cette identification n'a cependant pas rencontré l'adhésion des autres historiens de l'art.

## Éléments stylistiques
Son style est véritablement original pour son époque. Il montre un souci de réalisme dans ses représentations, à l'image de l'art de la Renaissance, mais pour autant, il fait preuve d'archaïsmes en n'utilisant pas du tout la perspective et ne recherchant pas les effets de profondeur. Ses personnages sont marqués par des figures anguleuses, des expressions heurtées grâce à des traits de dessin très aigus. Sa palette de couleur joue en permanence sur le contraste violent.

## Œuvres attribuées

### Manuscrits
- Livre des propriétés des choses de Barthélemy l'Anglais traduit par Jean Corbechon, Bibliothèque nationale de France, Fr.135-136
- Livre d'heures à l'usage de Paris, avec un calendrier du Mans, 16 grandes miniatures et 4 lettrines historiées, vers 1440, ancienne collection Yates Thompson, anc. coll. Alfred Chester Beatty, passé en vente chez Sotheby's, 13 juillet 1977 (lot 75), coll. Rosenberg, New York, Ms.4, passé en vente chez Christie's le 23 avril 2021[7]
- Consolation de Philosophie, de Boèce, manuscrit conservé à la Bibliothèque nationale d'Autriche (Cod.2563) mutilé de ses miniatures disparues sauf Boèce discutant avec philosophie, Musée du Louvre, inv.9838[8]
- Consolation de Philosophie, Musée de l'Ermitage, Saint-Pétersbourg, Stieglitz 14035
- Bordures des Heures Hachette, passé en vente chez Heribert Tenschert (catalogue 80, lot 12)[9]
- Bordures d'un livre d'heures en collaboration avec le Maître de la Légende dorée de Munich, Biblioteca Trivulziana, ms. 2164

### Autres supports

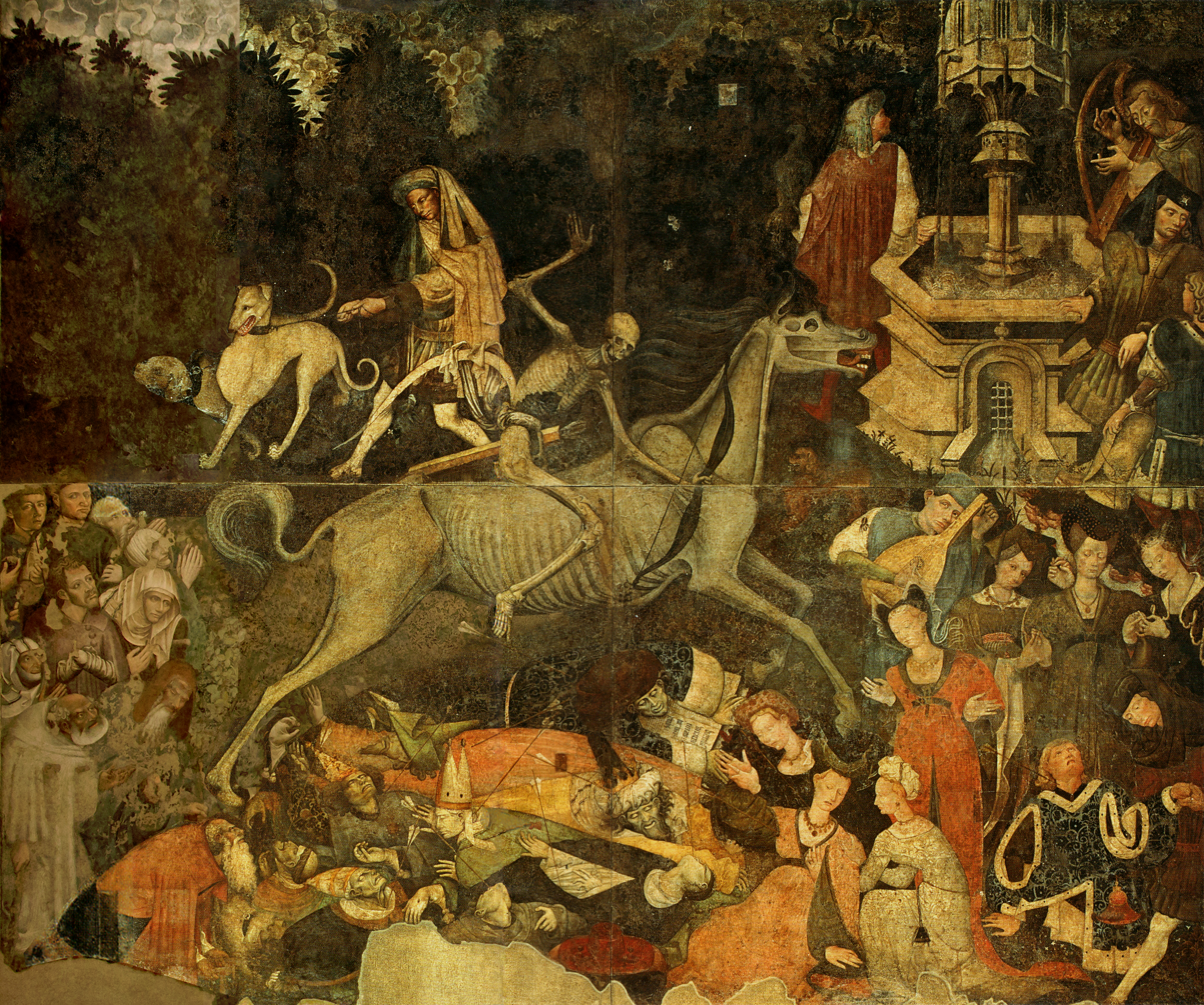
Le Triomphe de la Mort (Palerme).

- Cartons des portraits princiers du vitrail de la rose du transept nord de la cathédrale Saint-Julien du Mans, sur commande de Charles VII et de Yolande d'Aragon[10]
- Carton des tentures des Chasses du Devonshire, tissées à Arras, vers 1425-1430, Victoria and Albert Museum, Londres, T.202/205-1957[11]
- Fresque du Triomphe de la Mort, sur commande de René d'Anjou, vers 1441, Palais Abatellis, Palerme